# Virargues
 (février 2021).
Virargues est une commune française située dans le département du Cantal, en région Auvergne-Rhône-Alpes, à 54 km d'Aurillac, préfecture du Cantal, 25 km de Saint-Flour, sous-préfecture et 5 km de Murat, chef lieu de canton.
Rattachée administrativement à l'arrondissement de Saint-Flour et au canton de Murat, elle appartient à la deuxième circonscription du Cantal.
Membre depuis le 1er janvier 2017 de la communauté de communes Hautes Terres Communauté, dont le siège est à Murat, constituée de 35 communes, Virargues est membre du parc naturel régional des Volcans d'Auvergne.

## Géographie

### Localisation
En bordure du massif du Cézalier et de la vallée de l'Alagnon (affluent de l'Allier puis lui-même de la Loire), la commune de Virargues est située sur la planèze de Chalinargues.
Son altitude s'étage de 849 m au bord de l'Alagnon (clavières) à 1 221 m (bois de Fraux) avec une altitude moyenne de 1 030 m. À part le hameau de Clavières, tous les hameaux sont installés sur des plateaux dépassant les 1 000 m d'altitude. Le bourg est  à 1030 m sur le plateau surplombant la confluence entre le ruisseau de la Pie et l'Alagnon.
Les plateaux sont des restes des coulées basaltiques du volcan cantalien, avec parfois quelques dépôts sédimentaires, comme en particulier la diatomite (matériau siliceux biogénique constitué essentiellement de squelettes de diatomées fossilisées, c'est-à-dire d'algues d'eau douce unicellulaires microscopiques) entre les hameaux d'Auxillac et Foufouilloux. Sur les versants et les pentes se rencontrent des moraines et des éboulis.
À l'ouest du hameau de Farges, le long de la route départementale, se trouve une curiosité géologique naturelle très rare : un ancien glissement de terrain probablement produit dans un matériau très fin pendant une interphase volcanique et qui est resté fossilisé dans un joli mouvement de vagues.
|                           | Chavagnac (Neussargues en Pinatelle) | Chalinargues (Neussargues en Pinatelle) |
| Chastel-sur-Murat (Murat) | Virargues                            |                                         |
| Murat (Murat)             | La Chapelle-d'Alagnon                | Celles (Neussargues en Pinatelle)       |

### Hydrographie
La commune est bordée au sud-est par l'Alagnon et drainée par deux ruisseaux le ruisseau de la Gaselle et le ruisseau de Chavagnac (ou de Farges) qui s'unissent pour former La Pie (ou la Pille) qui se jette dans l'Alagnon à Clavières de Virargues.
À l'ouest, le ruisseau de Foufouilloux appelé aussi Barboutis  ou Barboulès, selon les sources ou les époques, prend sa source au nord-ouest sur la commune de Murat, traverse le gisement de diatomite de Foufouilloux et quitte la commune.

### Climat
Pour des articles plus généraux, voir Climat d'Auvergne-Rhône-Alpes et Climat du Cantal.
En 2010, le climat de la commune est de type climat de montagne, selon une étude du CNRS s'appuyant sur une série de données couvrant la période 1971-2000. En 2020, Météo-France publie une typologie des climats de la France métropolitaine dans laquelle la commune est exposée à un climat de montagne ou de marges de montagne et est dans la région climatique  Ouest et nord-ouest du Massif Central, caractérisée par une pluviométrie annuelle de 900 à 1 500 mm, maximale en automne et en hiver. 
Pour la période 1971-2000, la température annuelle moyenne est de 8,2 °C, avec une amplitude thermique annuelle de 15,6 °C. Le cumul annuel moyen de précipitations est de 1 064 mm, avec 11 jours de précipitations en janvier et 7,8 jours en juillet. Pour la période 1991-2020, la température moyenne annuelle observée sur la station météorologique de Météo-France la plus proche, sur la commune de Coltines à 7 km à vol d'oiseau, est de 7,8 °C et le cumul annuel moyen de précipitations est de 734,2 mm,. Pour l'avenir, les paramètres climatiques de la commune estimés pour 2050 selon différents scénarios d'émission de gaz à effet de serre sont consultables sur un site dédié publié par Météo-France en novembre 2022.

## Urbanisme

### Typologie
Au 1er janvier 2024, Virargues est catégorisée commune rurale à habitat très dispersé, selon la nouvelle grille communale de densité à 7 niveaux définie par l'Insee en 2022.
Elle est située hors unité urbaine et hors attraction des villes,.

### Occupation des sols
L'occupation des sols de la commune, telle qu'elle ressort de la base de données européenne d’occupation biophysique des sols Corine Land Cover (CLC), est marquée par l'importance des territoires agricoles (62,7 % en 2018), en diminution par rapport à 1990 (64,5 %). La répartition détaillée en 2018 est la suivante : 
prairies (61,8 %), forêts (26,4 %), mines, décharges et chantiers (6,4 %), milieux à végétation arbustive et/ou herbacée (4,6 %), zones agricoles hétérogènes (0,9 %). L'évolution de l’occupation des sols de la commune et de ses infrastructures peut être observée sur les différentes représentations cartographiques du territoire : la carte de Cassini (XVIIIe siècle), la carte d'état-major (1820-1866) et les cartes ou photos aériennes de l'IGN pour la période actuelle (1950 à aujourd'hui).

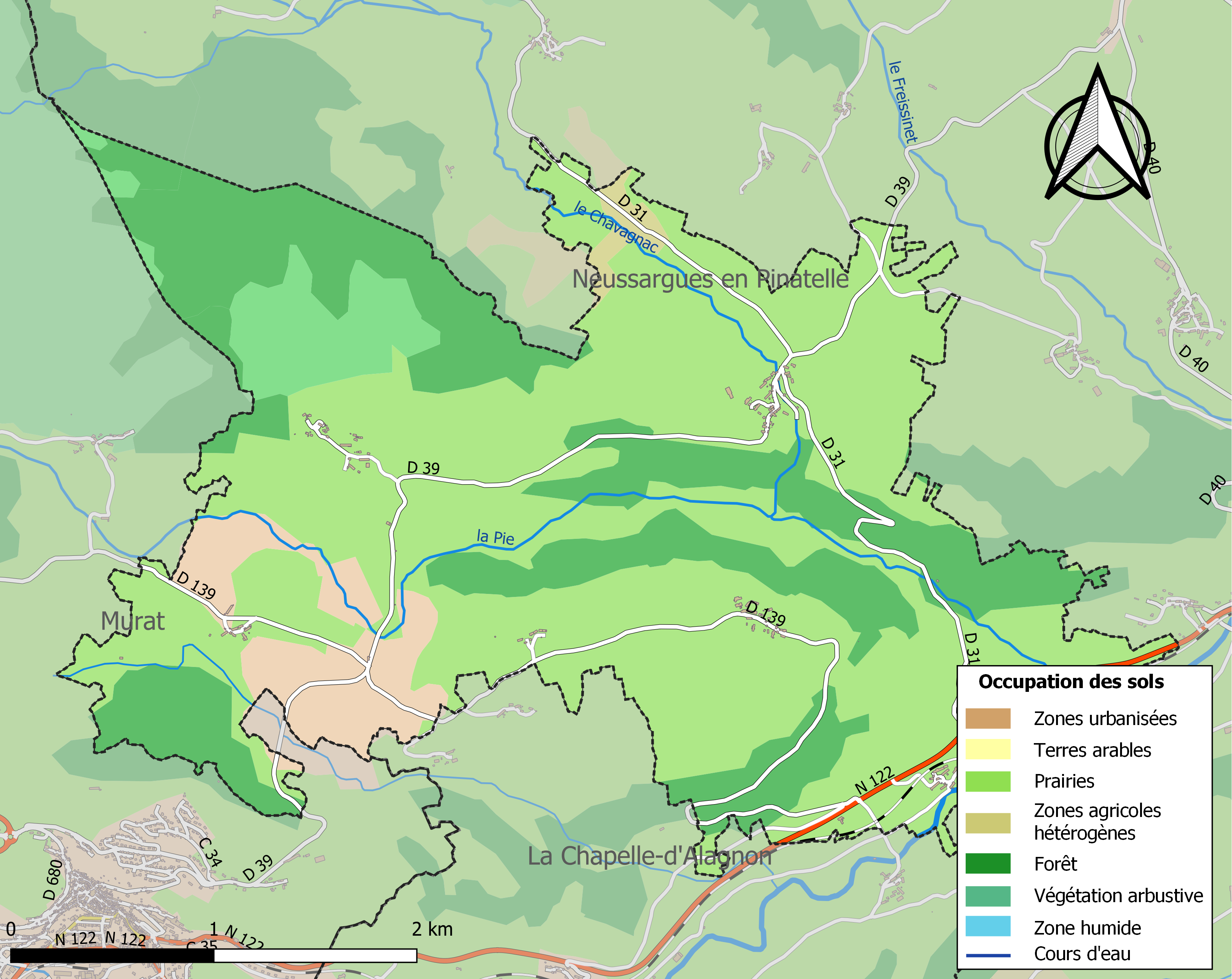
Carte des infrastructures et de l'occupation des sols de la commune en 2018 (CLC).

### Habitat et logement
En 2018, le nombre total de logements dans la commune était de 95, alors qu'il était de 89 en 2013 et de 93 en 2008.
Parmi ces logements, 58,9 % étaient des résidences principales, 27,1 % des résidences secondaires et 14 % des logements vacants. Ces logements étaient pour 98,9 % d'entre eux des maisons individuelles et pour 1,1 % des appartements.
Le tableau ci-dessous présente la typologie des logements à Virargues en 2018 en comparaison avec celle du Cantal et de la France entière. Une caractéristique marquante du parc de logements est ainsi une proportion de résidences secondaires et logements occasionnels (27,1 %) supérieure à celle du département (20,4 %) et à celle de la France entière (9,7 %). Concernant le statut d'occupation de ces logements, 78,8 % des habitants de la commune sont propriétaires de leur logement (74,5 % en 2013), contre 70,4 % pour le Cantal et 57,5 pour la France entière.
| Typologie                                               | Virargues | Cantal | France entière |
| ------------------------------------------------------- | --------- | ------ | -------------- |
| Résidences principales (en %)                           | 58,9      | 67,7   | 82,1           |
| Résidences secondaires et logements occasionnels (en %) | 27,1      | 20,4   | 9,7            |
| Logements vacants (en %)                                | 14        | 11,9   | 8,2            |

## Toponymie
- le nom "Virargues" est originaire du nom d'homme latin "varius" aevc le suffixe -anicum
- "Mons" désigne une colline
- le nom du village de Farges atteste de l'ancienne présence d'une forge dans celui-ci 
- "Auxillac" est lui aussi originaire d'un nom d'homme latin;  auxilius (axel)
- le nom du hameau de Clavières, vient de clou, cloutées, clotures, barrières
- "foufouilloux vient peut être du mot "feuille"

## Histoire
Le village est occupé depuis des temps très anciens, comme en témoignent les habitations préhistoriques des Fraux.
Au-dessus du hameau d'Auxillac, Jean Pages-Allary a fouillé les ruines dites de « las Tours », vieux village en pierres sèches du point le plus élevé de la commune, qui devait servir de refuge au passage des bandes de pillards, à plusieurs périodes. Le site a été classé à l'inventaire supplémentaire des monuments historiques en 1920.
Le village appartenait au seigneur de Chastel, lui-même sous la suzeraineté du comté de Carlat (dont le château accueillit un temps la reine Margot et qui fut détruit sur ordre de Richelieu, comme celui de Murat).
En 1815, le maréchal Michel Ney, poursuivi par les troupes de Louis XVIII en tant qu'allié de l'empereur Napoléon, passa une nuit dans la commune de Virargues, avant de fuir vers le château de Cayrols. Il fut finalement capturé au château de Bessonnies dans le Lot. Après une nuit à la prison d'Aurillac, il fut rapatrié à Paris, jugé et condamné à mort par la chambre des Pairs. Il est fusillé le 7 décembre de la même année à l'âge de 46 ans.

## Politique et administration
| Période                                  | Période  | Identité             | Étiquette | Qualité                                           |
| ---------------------------------------- | -------- | -------------------- | --------- | ------------------------------------------------- |
| Les données manquantes sont à compléter. |          |                      |           |                                                   |
| 1805                                     | 1829     | M. François Peschaud |           |                                                   |
| 1829                                     | 1842     | M. Rolland           |           |                                                   |
| 1842                                     | 1870     | M. Antoine Aimé      |           |                                                   |
| 1870                                     | 1881     | M. François Regimbal |           |                                                   |
| 1881                                     | 1900     | M. Joseph Regimbal   |           |                                                   |
| 1900                                     | 1912     | M. Combes            |           |                                                   |
| 1912                                     | 1935     | M. Auguste Margerit  |           |                                                   |
| 1935                                     | 1944     | M. Pierre Margerit   |           |                                                   |
| 1959                                     | 2001     | M. Maurice Capelle   |           | conseiller général du canton de Murat (1979-1992) |
| 2001                                     | 2002     | M. Michel Champagnac |           |                                                   |
| décembre 2002                            | En cours | M. Michel Marsal     |           | Agriculteur                                       |

## Population et société

### Démographie
L'évolution du nombre d'habitants est connue à travers les recensements de la population effectués dans la commune depuis 1793. Pour les communes de moins de 10 000 habitants, une enquête de recensement portant sur toute la population est réalisée tous les cinq ans, les populations de référence des années intermédiaires étant quant à elles estimées par interpolation ou extrapolation. Pour la commune, le premier recensement exhaustif entrant dans le cadre du nouveau dispositif a été réalisé en 2005.

En 2022, la commune comptait 117 habitants, en évolution de −12,03 % par rapport à 2016 (Cantal : −1,08 %, France hors Mayotte : +2,11 %).
| 1793 | 1800 | 1806 | 1821 | 1831 | 1836 | 1841 | 1846 | 1851 |
| ---- | ---- | ---- | ---- | ---- | ---- | ---- | ---- | ---- |
| 552  | 318  | 494  | 512  | 478  | 508  | 526  | 542  | 504  |

| 1856 | 1861 | 1866 | 1872 | 1876 | 1881 | 1886 | 1891 | 1896 |
| ---- | ---- | ---- | ---- | ---- | ---- | ---- | ---- | ---- |
| 510  | 448  | 449  | 420  | 410  | 421  | 411  | 373  | 430  |

| 1901 | 1906 | 1911 | 1921 | 1926 | 1931 | 1936 | 1946 | 1954 |
| ---- | ---- | ---- | ---- | ---- | ---- | ---- | ---- | ---- |
| 416  | 431  | 417  | 418  | 380  | 367  | 361  | 292  | 260  |

| 1962 | 1968 | 1975 | 1982 | 1990 | 1999 | 2005 | 2006 | 2010 |
| ---- | ---- | ---- | ---- | ---- | ---- | ---- | ---- | ---- |
| 232  | 191  | 189  | 155  | 158  | 140  | 140  | 139  | 141  |

| 2015 | 2020 | 2022 | - | - | - | - | - | - |
| ---- | ---- | ---- | - | - | - | - | - | - |
| 133  | 119  | 117  | - | - | - | - | - | - |

## Économie
L'important gisement de diatomite de Foufouilloux, situé sur la commune et exploité en plusieurs carrières par Imerys et Chemviron, est l'un des deux gisements français de cette roche utilisée dans l'industrie (usines de purification et de conditionnement à Murat et Riom-ès-Montagnes).

## Culture locale et patrimoine

### Lieux et monuments
«  Auxillac (Cantal) » redirige ici. Ne pas confondre avec Auxillac (Lozère).
Le village est composé  :
- du bourg de Virargues, au bord du plateau, très excentré. Il concentre un ensemble remarquable de patrimoine architectural rural :
  - l'église dédiée à saint Jean-Baptiste et saint Léger : XIe et XVe siècles. Probablement fondée avant le Xe siècle et attestée dès 1066.elle conserve notamment de très belles fresques du XVIe siècle et deux retables exemples de l'art des sculpteurs muratais du XVIIe siècle Antoine et Jean Boyer ainsi qu'un autel en pierre de lave du XIIIe siècle,
  - la fontaine Sainte-Anne (abreuvoir et lavoir), four banal, travail à ferrer, fermes blocs et nombreuses croix de chemin (17 sur l'ensemble de la commune) ;
- du hameau de Farges, le hameau le plus peuplé. Il fut le chef-lieu d'une seigneurie qui appartint jadis aux seigneurs de Cluzel puis aux Béral (Béral de Sédaiges) enfin aux Séverac. Toutes traces du château, dont les murs existaient encore au XXIe siècle, ont aujourd'hui disparu. On y observe encore des moulins ;
- du hameau d'Auxillac, dont l'existence est attestée depuis le XIIIe siècle. Un grand incendie l'a ravagé au XIXe siècle.
  - Vers 1650, Jean Béral, chanoine de Saint-Flour construit une maison qui appartint ensuite aux Séverac puis aux Sauret d'Auliac puis aux Aulhenc. Aujourd'hui, toujours propriété privée, elle ne se visite pas.
  - C'est non loin d'Auxillac, à la croisée des routes de Murat-Chalinargues (D139) et de Chastel - le bourg de Virargues (D 39) que se trouve la chapelle Sainte-Reine, de fondation très ancienne, cette chapelle dédiée à sainte Reine d'Alise est située à côté d'une source réputée guérir les maladies de peau des enfants et les affections des yeux. La chapelle a connu au moins trois périodes importantes de restauration aux XVIIe, XIXe et XXe siècles. La dernière restauration, juste avant le nouveau siècle, a remis en valeur les peintures murales signées Célestin Gauthier et P. J., du XIXe siècle, qui ornent l'ensemble de la nef et de l'abside ;
- du hameau de Mons, norable pour la croix de chemin du XVIe siècle et son four banal du XVIIe siècle qui a été récemment rénové ;
- du hameau de Foufouilloux, notable pour son gisement de diatomite ;
- du hameau de Clavières, notable pour sa croix de chemin  du XVIe siècle. L'Alagnon passe près du village de Clavières qui  se trouve à mi-chemin entre Murat et Neussargues ;
- du hameau de Jouallac qui existait encore en 1857, cité par Jean-Baptiste de Ribier du Châtelet (dans son dictionnaire statistique du Cantal - volume 5), aujourd'hui disparu.

### Personnalités liées à la commune
- Yves Morvan a restauré la peinture murale de l'église.